# Nino Bosco
Nino Bosco, all'anagrafe Antonino Bosco (Agrigento, 14 marzo 1979), è un politico italiano.

## Biografia
Nato ad Agrigento ma cresciuto a Favara, nel 1994 aderisce al movimento giovanile del partito di Forza Italia.
Nel 1997 consegue la maturità presso il Liceo Empedocle e successivamente si iscrive alla facoltà di Giurisprudenza a Perugia, senza conseguire la laurea.
Sempre in quell'anno diventa imprenditore nel settore del turismo agrigentino. Nel 1998 dà inizio a un progetto di guide turistiche per sordi che realizza definitivamente nel 2008.
Nel 2004 collabora attivamente a un progetto che prevede un servizio scolastico a domicilio per bambini ciechi. L'anno successivo viene nominato coordinatore cittadino di Forza Italia.
Dal 2006 è presidente della squadra di calcio A.S.D. Mondial Sporting Club di Favara.

### Deputato all'Assemblea Regionale Siciliana
Nell'aprile 2008 si candida e viene eletto deputato all'Assemblea Regionale Siciliana con 17.773 preferenze nella lista de Il Popolo della Libertà.
Alle elezioni regionali del 2012 si ricandida nella lista de Il Popolo della Libertà ma non viene rieletto, ottenendo 4.249 preferenze.

### Elezione a deputato nazionale
Alle elezioni politiche del 2013 è candidato alla Camera dei Deputati, nella circoscrizione Sicilia 1, per il Popolo della Libertà e viene eletto deputato della XVII Legislatura a seguito della rinuncia di Angelino Alfano.
Il 16 novembre 2013, con la sospensione delle attività del Popolo della Libertà, aderisce al Nuovo Centrodestra guidato da Angelino Alfano.

## Incarichi parlamentari
Durante la XVII legislatura è stato componente delle seguenti commissioni parlamentari:
- IX Commissione (Trasporti, Poste e Telecomunicazioni): dal 29 giugno 2017 al 22 marzo 2018
- XI Commissione (Lavoro pubblico e privato): dal 7 maggio 2013 al 22 marzo 2018
- XIII Commissione (Agricoltura): dal 7 maggio 2013 al 21 febbraio 2014 e dal 3 marzo 2014 al 16 ottobre 2014